# 张立洁
张立洁（1981年—），女，生于北京，记者、摄影师，毕业于北京师范大学、伦敦艺术大学伦敦传媒学院，曾任中国残疾人杂志社《三月风》主编，长期拍摄报道、纪实类摄影作品并多次展出和获奖。张立洁对弱势群体、⼈道主义等议题的报导和摄影作品得到过马格南基金会摄影奖学金项目资助。摄影作品曾关注非典型肺炎后遗症患者，稀有病、罕见病患者，变性者等人群。

## 荣誉
- 第二届侯登科纪实摄影奖，《非典后遗症》，2006年摄[7][8]
- 2013年马格南基金会人权与报道摄影奖[1][8]
- 第二届“徐肖冰杯”摄影奖[1][8]
- 第五届连州国际摄影年展艺术家银奖[1][8]

## 社会活动
- 《拍照吧少年（第四季）》导师，新浪图片主办，摄影展兼纪录片[9]。